# Pelmatochromis
Pelmatochromis és un gènere de peixos pertanyent a la família dels cíclids.

## Distribució geogràfica
Es troba a Àfrica.

## Taxonomia
- Pelmatochromis buettikoferi (Steindachner, 1894)[3]
- Pelmatochromis nigrofasciatus (Pellegrin, 1900)[4]
- Pelmatochromis ocellifer (Boulenger, 1899)[5][6][7][8][9][10][11]